# Кёк-Нур
Кёк-Нур (калм. Көк Нур) — обезлюдевший посёлок в Яшкульском районе Калмыкии, в составе Уланэргинского сельского поселения.
Население — 0 (2010) человек.

## Название
Название калм. Көк Нур переводится как синее озеро (калм. көк - синий; голубой; зелёный; серый; сивый (чаще о масти); 	калм.  нур - озеро) и отражает расположение посёлка на берегу Улан-Эргинского водохранилища.

## История
Дата основания посёлка не установлена. Предположительно основан во второй половине XX века. На карте Генштаба 1985 года обозначен как молочно-товарная ферма (МТФ). К 1989 году в посёлке проживало около 100 человек.

## Физико-географическая характеристика
Посёлок расположен на западе Яшкульского района, у подножия одного из отрогов Ергенинской возвышенности, являющейся частью Восточно-Европейской низменности, на южном берегу Улан-Эргинского водохранилища, на высоте около 30 метров над уровнем мирового океана. Рельеф местности равнинный, имеет небольшой уклон по направлению к реке Элисте. В окрестностях посёлка имеется несколько курганов.. Почвы — лугово-каштановые
По автомобильной дороге расстояние до столицы Калмыкии города Элиста составляет 45 км, до районного центра посёлка Яшкуль — 48 км, до административного центра сельского поселения посёлка Улан-Эрге — 9,5 км.
Как и для всего Яшкульского района, для посёлка характерен резко континентальный климат, с жарким и засушливым летом, практически бесснежной ветреной, иногда со значительными холодами, зимой.
Часовой пояс
Кёк-Нур, как и вся Республика Калмыкия, находится в часовой зоне МСК (московское время). Смещение применяемого времени относительно UTC составляет +3:00.

## Население
| 2002 | 2010 |
| ---- | ---- |
| 15   | ↘0   |

Национальный состав
Согласно результатам переписи 2002 года в посёлке проживали калмыки (67 %) и русские (33 %)